# Понтрю
Понтрю́ (фр. Pontru) — коммуна во Франции, находится в регионе Пикардия. Департамент коммуны — Эна. Входит в состав кантона Сен-Кантен-1. Округ коммуны — Сен-Кантен.
Код INSEE коммуны — 02614.

## Население
Население коммуны на 2010 год составляло 286 человек.
| 1962 | 1968 | 1975 | 1982 | 1990 | 1999 | 2010 |
| ---- | ---- | ---- | ---- | ---- | ---- | ---- |
| 281  | 286  | 253  | 252  | 247  | 276  | 286  |

## Экономика
В 2010 году среди 176 человек трудоспособного возраста (15—64 лет) 125 были экономически активными, 51 — неактивными (показатель активности — 71,0 %, в 1999 году было 70,3 %). Из 125 активных жителей работали 108 человек (63 мужчины и 45 женщин), безработных было 17 (8 мужчин и 9 женщин). Среди 51 неактивных 24 человека были учениками или студентами, 9 — пенсионерами, 18 были неактивными по другим причинам.